# Meloboris islandica
Meloboris islandica är en stekelart som beskrevs av Hinz 1969. Meloboris islandica ingår i släktet Meloboris och familjen brokparasitsteklar. Inga underarter finns listade i Catalogue of Life.